# رونالد سنكلير
رونالد سنكلير (بالإنجليزية: Ronald Sinclair)‏ هو مونتير وممثل نيوزلندي، ولد في 21 يناير 1924 بدنيدن في نيوزيلندا، وتوفي في 22 نوفمبر 1992 في الولايات المتحدة.

## أعمال

### أفلام
- (1941) السيدة هاملتون
- (1962) الدفن قبل الأوان[1]

## وصلات خارجية
- رونالد سنكلير على موقع IMDb (الإنجليزية)
- رونالد سنكلير على موقع ألو سيني (الفرنسية)
- رونالد سنكلير على موقع أول موفي (الإنجليزية)
- رونالد سنكلير على موقع قاعدة بيانات الأفلام السويدية (السويدية)
- رونالد سنكلير على موقع قاعدة بيانات الفيلم (الإنجليزية)
- رونالد سنكلير على موقع كينوبويسك (الروسية)
- رونالد سنكلير على موقع كينوبويسك (الروسية)